# Liste des monuments historiques de la Haute-Garonne (M-Z)
Cet article recense une partie des monuments historiques de la Haute-Garonne, en France.
Pour des raisons de taille, la liste est découpée en deux. Cette partie regroupe les communes débutant de M à Z. Pour les autres, voir la liste des monuments historiques de la Haute-Garonne (A-L).
- Haut – A
- B
- C
- D
- E
- F
- G
- H
- I
- J
- K
- L
- M
- N
- O
- P
- Q
- R
- S
- T
- U
- V
- W
- X
- Y
- Z

## Liste
| Monument                                                                                    | Commune                                               | Adresse                                                 | Coordonnées                                      | Notice                                           | Protection                                       | Date                                             | Illustration                                                                               |
| ------------------------------------------------------------------------------------------- | ----------------------------------------------------- | ------------------------------------------------------- | ------------------------------------------------ | ------------------------------------------------ | ------------------------------------------------ | ------------------------------------------------ | ------------------------------------------------------------------------------------------ |
| Grotte de Marsoulas                                                                         | Marsoulas                                             | Laouin                                                  | 43° 06′ 26″ nord, 0° 58′ 55″ est                 | « PA00094376 »                                   | Classé                                           | 1910                                             | Grotte de Marsoulas                                                                        |
| Château de Thèbe                                                                            | Martres-Tolosane                                      |                                                         | 43° 12′ 12″ nord, 0° 59′ 39″ est                 | « PA00135451 »                                   | Inscrit                                          | 1994 1995                                        | Image manquante Téléverser                                                                 |
| Église Saint-Vidian de Martres-Tolosane                                                     | Martres-Tolosane                                      |                                                         | 43° 11′ 58″ nord, 1° 00′ 40″ est                 | « PA00094377 »                                   | Inscrit                                          | 1926                                             | Église Saint-Vidian de Martres-Tolosane                                                    |
| Villa romaine de Chiragan                                                                   | Martres-Tolosane                                      |                                                         | 43° 11′ 23″ nord, 1° 00′ 48″ est                 | « PA31000003 »                                   | Inscrit                                          | 1998                                             | Villa romaine de Chiragan                                                                  |
| Château de Mascarville                                                                      | Mascarville                                           |                                                         | 43° 33′ 16″ nord, 1° 45′ 29″ est                 | « PA00094692 »                                   | Inscrit                                          | 1992                                             | Image manquante Téléverser                                                                 |
| Moulin à vent en Carretou                                                                   | Mascarville                                           | Le Village                                              | 43° 33′ 16″ nord, 1° 45′ 32″ est                 | « PA00094687 »                                   | Inscrit                                          | 1992                                             | Moulin à vent en Carretou                                                                  |
| Château de Mauremont                                                                        | Mauremont                                             |                                                         | 43° 27′ 26″ nord, 1° 40′ 50″ est                 | « PA00094670 »                                   | Inscrit                                          | 1989                                             | Image manquante Téléverser                                                                 |
| Église Notre-Dame                                                                           | Maurens                                               |                                                         | 43° 27′ 48″ nord, 1° 47′ 39″ est                 | « PA00094378 »                                   | Inscrit                                          | 1979                                             | Église Notre-Dame                                                                          |
| Château de Mauvaisin                                                                        | Mauvaisin                                             |                                                         | 43° 21′ 16″ nord, 1° 33′ 03″ est                 | « PA00125567 »                                   | Inscrit                                          | 1993                                             | Château de Mauvaisin                                                                       |
| Église Saint-Étienne de Mauzac                                                              | Mauzac                                                |                                                         | 43° 22′ 33″ nord, 1° 17′ 32″ est                 | « PA31000038 »                                   | Inscrit                                          | 1999                                             | Église Saint-Étienne de Mauzac                                                             |
| Croix du cimetière de Mayrègne                                                              | Mayrègne                                              |                                                         | 42° 50′ 31″ nord, 0° 32′ 25″ est                 | « PA00094380 »                                   | Inscrit                                          | 1926                                             | Croix du cimetière de Mayrègne                                                             |
| Église Saint-Pierre de Mayrègne                                                             | Mayrègne                                              |                                                         | 42° 50′ 31″ nord, 0° 32′ 25″ est                 | « PA00094381 »                                   | Inscrit                                          | 1975                                             | Église Saint-Pierre de Mayrègne                                                            |
| Tour de Mayrègne                                                                            | Mayrègne                                              |                                                         | 42° 50′ 39″ nord, 0° 32′ 18″ est                 | « PA31000079 »                                   | Inscrit                                          | 2007                                             | Tour de Mayrègne                                                                           |
| Chapelle Sainte-Matrone de Mazères-sur-Salat                                                | Mazères-sur-Salat                                     |                                                         | 43° 07′ 38″ nord, 0° 58′ 05″ est                 | « PA00094382 »                                   | Classé                                           | 1975                                             | Image manquante Téléverser                                                                 |
| Château de Beillard                                                                         | Merville                                              |                                                         | 43° 43′ 46″ nord, 1° 15′ 13″ est                 | « PA00094693 »                                   | Inscrit                                          | 1992                                             | Image manquante Téléverser                                                                 |
| Château de Merville                                                                         | Merville                                              |                                                         | 43° 43′ 08″ nord, 1° 18′ 02″ est                 | « PA00094383 »                                   | Classé                                           | 1987                                             | Château de Merville                                                                        |
| Croix de cimetière de Miramont-de-Comminges                                                 | Miramont-de-Comminges                                 |                                                         | 43° 05′ 31″ nord, 0° 44′ 42″ est                 | « PA31000086 »                                   | Inscrit                                          | 2010                                             | Croix de cimetière de Miramont-de-Comminges                                                |
| Chapelle Notre-Dame-d'Alet de Montaigut-sur-Save                                            | Montaigut-sur-Save                                    |                                                         | 43° 41′ 28″ nord, 1° 14′ 09″ est                 | « PA00094384 »                                   | Classé                                           | 1988                                             | Chapelle Notre-Dame-d'Alet de Montaigut-sur-Save                                           |
| Église Saint-Jean de Montbrun-Bocage                                                        | Montbrun-Bocage                                       |                                                         | 43° 07′ 41″ nord, 1° 16′ 06″ est                 | « PA00094385 »                                   | Classé                                           | 1980                                             | Église Saint-Jean de Montbrun-Bocage                                                       |
| Maisons des Moines                                                                          | Montbrun-Bocage                                       | Rue des Moines                                          | 43° 07′ 39″ nord, 1° 16′ 03″ est                 | « PA00094386 »                                   | Inscrit                                          | 1950                                             | Image manquante Téléverser                                                                 |
| Moulin à vent de Vignasse                                                                   | Montbrun-Lauragais                                    | Vignasse-sous-le-Moulin                                 | 43° 27′ 27″ nord, 1° 31′ 21″ est                 | « PA00094387 »                                   | Inscrit                                          | 1965                                             | Moulin à vent de Vignasse                                                                  |
| Château de Montespan                                                                        | Montespan                                             |                                                         | 43° 05′ 14″ nord, 0° 51′ 02″ est                 | « PA00094388 »                                   | Inscrit                                          | 1926                                             | Château de Montespan                                                                       |
| Souterrain de Houantaou                                                                     | Montespan                                             |                                                         | 43° 04′ 22″ nord, 0° 50′ 57″ est                 | « PA00094389 »                                   | Classé                                           | 1924                                             | Image manquante Téléverser                                                                 |
| Écluse de Négra                                                                             | Montesquieu-Lauragais                                 | La Dînée                                                | 43° 25′ 07″ nord, 1° 38′ 28″ est                 | « PA31000028 »                                   | Inscrit                                          | 1998                                             | Écluse de Négra                                                                            |
| Pont d'En Serny                                                                             | Montesquieu-Lauragais                                 |                                                         | 43° 25′ 36″ nord, 1° 37′ 34″ est                 | « PA31000029 »                                   | Inscrit                                          | 1998                                             | Pont d'En Serny                                                                            |
| Pont-canal de Négra                                                                         | Montesquieu-Lauragais                                 | La Dînée                                                | 43° 25′ 05″ nord, 1° 38′ 29″ est                 | « PA31000027 »                                   | Inscrit                                          | 1998                                             | Pont-canal de Négra                                                                        |
| Château de Palays                                                                           | Montesquieu-Volvestre                                 |                                                         | 43° 11′ 04″ nord, 1° 15′ 11″ est                 | « PA00094390 »                                   | Inscrit                                          | 1980                                             | Image manquante Téléverser                                                                 |
| Église Saint-Victor de Montesquieu-Volvestre                                                | Montesquieu-Volvestre                                 |                                                         | 43° 12′ 31″ nord, 1° 13′ 52″ est                 | « PA00094391 »                                   | Classé                                           | 1983                                             | Église Saint-Victor de Montesquieu-Volvestre                                               |
| Château de Montgeard                                                                        | Montgeard                                             |                                                         | 43° 20′ 19″ nord, 1° 38′ 02″ est                 | « PA00094392 »                                   | Inscrit Classé                                   | 1992 1995                                        | Château de Montgeard                                                                       |
| Château de Roquefoulet                                                                      | Montgeard                                             |                                                         | 43° 21′ 04″ nord, 1° 39′ 15″ est                 | « PA31000050 »                                   | Inscrit                                          | 2001                                             | Image manquante Téléverser                                                                 |
| Église Notre-Dame-de-l'Assomption de Montgeard                                              | Montgeard                                             |                                                         | 43° 20′ 21″ nord, 1° 38′ 04″ est                 | « PA00094393 »                                   | Classé                                           | 1980                                             | Église Notre-Dame-de-l'Assomption de Montgeard                                             |
| Église Saint-André de Montgiscard                                                           | Montgiscard                                           |                                                         | 43° 27′ 27″ nord, 1° 34′ 28″ est                 | « PA00094394 »                                   | Inscrit                                          | 1926                                             | Église Saint-André de Montgiscard                                                          |
| Château de Montlaur                                                                         | Montlaur                                              |                                                         | 43° 29′ 02″ nord, 1° 34′ 37″ est                 | « PA00094395 »                                   | Inscrit                                          | 1982                                             | Château de Montlaur                                                                        |
| Grottes de Montmaurin (Grotte Boule ; abri de la Terrasse ; grotte de Coupe-Gorge et Niche) | Montmaurin                                            | Maï Caoudéré, Brouca Coustalats                         | 43° 13′ 36″ nord, 0° 38′ 20″ est                 | « PA00094396 »                                   | Classé                                           | 1949                                             | Grottes de Montmaurin(Grotte Boule ; abri de la Terrasse ; grotte de Coupe-Gorge et Niche) |
| Villa gallo-romaine de Montmaurin                                                           | Montmaurin                                            | Lassalles                                               | 43° 13′ 00″ nord, 0° 38′ 44″ est                 | « PA00094397 »                                   | Classé                                           | 1949                                             | Villa gallo-romaine de Montmaurin                                                          |
| Thermes gallo-romains de Montoulieu-Saint-Bernard                                           | Montoulieu-Saint-Bernard                              | Pélet                                                   | 43° 14′ 22″ nord, 0° 54′ 41″ est                 | « PA00094398 »                                   | Classé                                           | 1960                                             | Thermes gallo-romains de Montoulieu-Saint-Bernard                                          |
| Château de Valmirande                                                                       | Montréjeau                                            |                                                         | 43° 05′ 06″ nord, 0° 32′ 25″ est                 | « PA00094399 »                                   | Classé                                           | 1992                                             | Château de Valmirande                                                                      |
| Halle aux bestiaux de Montréjeau                                                            | Montréjeau                                            | Place de Verdun                                         | 43° 05′ 04″ nord, 0° 34′ 18″ est                 | « PA31000065 »                                   | Inscrit                                          | 2004                                             | Halle aux bestiaux de Montréjeau                                                           |
| Hôtel de Lassus                                                                             | Montréjeau                                            | 6 rue du Barry                                          | 43° 05′ 06″ nord, 0° 34′ 08″ est                 | « PA31000073 »                                   | Inscrit                                          | 2005                                             | Hôtel de Lassus                                                                            |
| Hôtel du Parc                                                                               | Montréjeau                                            | Place Valentin-Abeille                                  | 43° 05′ 08″ nord, 0° 34′ 06″ est                 | « PA31000074 »                                   | Inscrit                                          | 2005                                             | Image manquante Téléverser                                                                 |
| Pont sur la Garonne de Montréjeau                                                           | Montréjeau                                            |                                                         | 43° 04′ 58″ nord, 0° 34′ 31″ est                 | « PA00094400 »                                   | Inscrit                                          | 1984                                             | Image manquante Téléverser                                                                 |
| Église Saint-Christophe-des-Templiers de Montsaunès                                         | Montsaunès                                            |                                                         | 43° 06′ 44″ nord, 0° 56′ 15″ est                 | « PA00094401 »                                   | Classé                                           | 1846                                             | Église Saint-Christophe-des-Templiers de Montsaunès                                        |
| Château de Mourvilles-Basses                                                                | Mourvilles-Basses                                     |                                                         | 43° 29′ 32″ nord, 1° 41′ 57″ est                 | « PA31000051 »                                   | Inscrit                                          | 2001                                             | Château de Mourvilles-Basses                                                               |
| Église Sainte-Madeleine                                                                     | Mourvilles-Hautes                                     |                                                         | 43° 25′ 33″ nord, 1° 49′ 04″ est                 | « PA00094402 »                                   | Inscrit                                          | 1970                                             | Église Sainte-Madeleine                                                                    |
| Moulin de Mourvilles-Hautes                                                                 | Mourvilles-Hautes                                     |                                                         | 43° 25′ 45″ nord, 1° 48′ 52″ est                 | « PA00094403 »                                   | Inscrit Classé                                   | 1988 1991                                        | Moulin de Mourvilles-Hautes                                                                |
| Château de Cadeilhac                                                                        | Muret                                                 |                                                         | 43° 26′ 05″ nord, 1° 19′ 12″ est                 | « PA31000062 »                                   | Inscrit                                          | 2004                                             | Image manquante Téléverser                                                                 |
| Château de Rudelle                                                                          | Muret                                                 |                                                         | 43° 27′ 06″ nord, 1° 18′ 38″ est                 | « PA00094404 »                                   | Inscrit                                          | 1979                                             | Image manquante Téléverser                                                                 |
| Église Saint-Jacques de Muret                                                               | Muret                                                 | Place des Etats-du-Comminges                            | 43° 27′ 39″ nord, 1° 19′ 35″ est                 | « PA00094405 »                                   | Classé Inscrit                                   | 1928 1935 2005                                   | Église Saint-Jacques de Muret                                                              |
| Maison                                                                                      | Muret                                                 | 30 rue Clément-Ader                                     | 43° 27′ 39″ nord, 1° 19′ 39″ est                 | « PA00094406 »                                   | Inscrit                                          | 1940                                             | Maison                                                                                     |
| Parc Clément-Ader                                                                           | Muret                                                 | Square Clément-Ader                                     | 43° 27′ 40″ nord, 1° 19′ 24″ est                 | « PA31000039 »                                   | Inscrit                                          | 1999                                             | Image manquante Téléverser                                                                 |
| Église Saint-Martin de Nailloux                                                             | Nailloux                                              |                                                         | 43° 21′ 24″ nord, 1° 37′ 23″ est                 | « PA00094407 »                                   | Inscrit                                          | 1926                                             | Église Saint-Martin de Nailloux                                                            |
| Foyer Saint-Martin                                                                          | Nailloux                                              |                                                         | 43° 21′ 18″ nord, 1° 37′ 25″ est                 | « PA00094408 »                                   | Inscrit                                          | 1985                                             | Foyer Saint-Martin                                                                         |
| Maison de Pardailhan                                                                        | Noé                                                   | 121 route de Toulouse                                   | 43° 21′ 17″ nord, 1° 16′ 27″ est                 | « PA00094409 »                                   | Classé                                           | 1942                                             | Maison de Pardailhan                                                                       |
| Pyramide de démarcation de la Guyenne et du Languedoc                                       | Noé                                                   | Route de Mauzac                                         | 43° 22′ 12″ nord, 1° 16′ 29″ est                 | « PA00094379 »                                   | Inscrit                                          | 2010                                             | Pyramide de démarcation de la Guyenne et du Languedoc                                      |
| Pigeonnier Reynery                                                                          | Odars                                                 |                                                         | 43° 31′ 47″ nord, 1° 35′ 29″ est                 | « PA31000007 »                                   | Inscrit                                          | 1997                                             | Pigeonnier Reynery                                                                         |
| Église Saint-Jean-Baptiste                                                                  | Ondes                                                 |                                                         | 43° 46′ 51″ nord, 1° 18′ 32″ est                 | « PA00094410 »                                   | Inscrit                                          | 1984                                             | Église Saint-Jean-Baptiste                                                                 |
| Tour à signaux de Castet                                                                    | Oô                                                    |                                                         | 42° 47′ 58″ nord, 0° 30′ 32″ est                 | « PA00094411 »                                   | Inscrit                                          | 1950                                             | Tour à signaux de Castet                                                                   |
| Château de Palaminy                                                                         | Palaminy                                              |                                                         | 43° 12′ 08″ nord, 1° 04′ 04″ est                 | « PA00094412 »                                   | Inscrit                                          | 1988                                             | Château de Palaminy                                                                        |
| Église Saint-Pierre de Palaminy                                                             | Palaminy                                              |                                                         | 43° 12′ 15″ nord, 1° 03′ 58″ est                 | « PA00094413 »                                   | Inscrit                                          | 1950                                             | Image manquante Téléverser                                                                 |
| Maison Le Roucat                                                                            | Palaminy                                              |                                                         | 43° 12′ 08″ nord, 1° 04′ 05″ est                 | « PA00094414 »                                   | Inscrit                                          | 1988                                             | Image manquante Téléverser                                                                 |
| Maison du Tilleul                                                                           | Palaminy                                              |                                                         | 43° 12′ 08″ nord, 1° 04′ 06″ est                 | « PA00094415 »                                   | Inscrit                                          | 1988                                             | Image manquante Téléverser                                                                 |
| Château de Pechbonnieu                                                                      | Pechbonnieu                                           | Récastel Route de Saint-Loup-Cammas                     | 43° 42′ 21″ nord, 1° 28′ 19″ est                 | « PA00125568 »                                   | Inscrit Classé                                   | 1993 1995                                        | Image manquante Téléverser                                                                 |
| Église Saint-Jacques                                                                        | Pechbonnieu                                           |                                                         | 43° 42′ 10″ nord, 1° 28′ 00″ est                 | « PA00094416 »                                   | Inscrit                                          | 1950                                             | Église Saint-Jacques                                                                       |
| Église Notre-Dame                                                                           | Peyrissas                                             |                                                         | 43° 17′ 07″ nord, 0° 54′ 39″ est                 | « PA00094417 »                                   | Inscrit                                          | 1928                                             | Image manquante Téléverser                                                                 |
| Église Sainte-Marie-Madeleine                                                               | Pibrac                                                |                                                         | 43° 37′ 10″ nord, 1° 17′ 08″ est                 | « PA00094419 »                                   | Inscrit                                          | 1946                                             | Église Sainte-Marie-Madeleine                                                              |
| Château de Pibrac                                                                           | Pibrac                                                |                                                         | 43° 37′ 08″ nord, 1° 17′ 13″ est                 | « PA00094418 »                                   | Inscrit Classé                                   | 1932 1947                                        | Château de Pibrac                                                                          |
| Château Bertier                                                                             | Pinsaguel                                             |                                                         | 43° 30′ 18″ nord, 1° 23′ 14″ est                 | « PA00094420 »                                   | Inscrit                                          | 1941                                             | Château Bertier                                                                            |
| Château des Vitarelles                                                                      | Plaisance-du-Touch                                    | 45 route des Vitarelles                                 | 43° 33′ 56″ nord, 1° 19′ 14″ est                 | « PA00125569 »                                   | Inscrit                                          | 1993                                             | Château des Vitarelles                                                                     |
| Église Saint-Barthélemy                                                                     | Plaisance-du-Touch                                    |                                                         | 43° 33′ 56″ nord, 1° 17′ 44″ est                 | « PA00094421 »                                   | Inscrit                                          | 1926                                             | Église Saint-Barthélemy                                                                    |
| Pont sur le Touch de Plaisance-du-Touch                                                     | Plaisance-du-Touch                                    | Rue du Docteur Armaing                                  | 43° 33′ 41″ nord, 1° 17′ 49″ est                 | « PA00094422 »                                   | Inscrit                                          | 1926                                             | Pont sur le Touch de Plaisance-du-Touch                                                    |
| Église Saint-Pierre du Plan                                                                 | Le Plan                                               |                                                         | 43° 09′ 58″ nord, 1° 07′ 17″ est                 | « PA00094423 »                                   | Inscrit                                          | 1950                                             | Église Saint-Pierre du Plan                                                                |
| Église Saint-Sernin de Pointis-Inard                                                        | Pointis-Inard                                         |                                                         | 43° 05′ 09″ nord, 0° 48′ 46″ est                 | « PA00094424 »                                   | Inscrit                                          | 1979                                             | Église Saint-Sernin de Pointis-Inard                                                       |
| Église Saint-André de Pompertuzat                                                           | Pompertuzat                                           |                                                         | 43° 29′ 17″ nord, 1° 30′ 45″ est                 | « PA00094425 »                                   | Inscrit                                          | 1973                                             | Église Saint-André de Pompertuzat                                                          |
| Pigeonnier de Pompertuzat                                                                   | Pompertuzat                                           | Rue de Valette                                          | 43° 29′ 25″ nord, 1° 30′ 51″ est                 | « PA00094426 »                                   | Inscrit                                          | 1932                                             | Pigeonnier de Pompertuzat                                                                  |
| Pont de Deyme                                                                               | Pompertuzat                                           |                                                         | 43° 29′ 45″ nord, 1° 32′ 08″ est                 | « PA31000042 »                                   | Inscrit                                          | 1998                                             | Pont de Deyme                                                                              |
| Château de la Creuse                                                                        | Portet-sur-Garonne                                    |                                                         | 43° 30′ 52″ nord, 1° 25′ 11″ est                 | « PA00094427 »                                   | Inscrit                                          | 1979                                             | Château de la Creuse                                                                       |
| Église Saint-Martin                                                                         | Portet-sur-Garonne                                    |                                                         | 43° 31′ 20″ nord, 1° 24′ 25″ est                 | « PA00094428 »                                   | Inscrit                                          | 1953                                             | Église Saint-Martin                                                                        |
| Pyramide de démarcation de la Guyenne et du Languedoc                                       | Portet-sur-Garonne                                    | Chemin du Castelet                                      | 43° 30′ 54″ nord, 1° 22′ 54″ est                 | « PA00094429 »                                   | Inscrit                                          | 1973                                             | Pyramide de démarcation de la Guyenne et du Languedoc                                      |
| Église Saint-Martin de Poucharramet                                                         | Poucharramet                                          |                                                         | 43° 24′ 59″ nord, 1° 10′ 27″ est                 | « PA00094430 »                                   | Classé                                           | 1906                                             | Église Saint-Martin de Poucharramet                                                        |
| Abbaye de Bonnefont                                                                         | Proupiary                                             |                                                         | 43° 08′ 29″ nord, 0° 52′ 26″ est                 | « PA00094431 »                                   | Classé Inscrit                                   | 1984                                             | Abbaye de Bonnefont                                                                        |
| Grange cistercienne de la Peyrère                                                           | Proupiary                                             |                                                         | 43° 09′ 02″ nord, 0° 52′ 05″ est                 | « PA00135703 »                                   | Classé                                           | 1995                                             | Image manquante Téléverser                                                                 |
| Église Saint-Jean-et-Saint-Blaise                                                           | Puydaniel                                             |                                                         | 43° 20′ 14″ nord, 1° 25′ 57″ est                 | « PA00094432 »                                   | Inscrit                                          | 1971                                             | Église Saint-Jean-et-Saint-Blaise                                                          |
| Maison Les Tourettes                                                                        | Quint-Fonsegrives                                     |                                                         | 43° 34′ 34″ nord, 1° 33′ 48″ est                 | « PA00094433 »                                   | Inscrit                                          | 1978                                             | Image manquante Téléverser                                                                 |
| Aqueduc de Saint-Agne                                                                       | Ramonville-Saint-Agne                                 |                                                         | 43° 32′ 52″ nord, 1° 29′ 04″ est                 | « PA31000030 »                                   | Inscrit                                          | 1998                                             | Aqueduc de Saint-Agne                                                                      |
| Pigeonnier de Ramonville-Saint-Agne                                                         | Ramonville-Saint-Agne                                 | Dralet                                                  | 43° 32′ 02″ nord, 1° 28′ 12″ est                 | « PA00094434 »                                   | Inscrit                                          | 1932                                             | Pigeonnier de Ramonville-Saint-Agne                                                        |
| Aqueduc des Voûtes                                                                          | Renneville                                            |                                                         | 43° 23′ 10″ nord, 1° 42′ 32″ est                 | « PA31000043 »                                   | Inscrit                                          | 1998                                             | Image manquante Téléverser                                                                 |
| Barrage de Saint-Ferréol                                                                    | Revel                                                 |                                                         | 43° 26′ 08″ nord, 2° 01′ 18″ est                 | « PA31000008 »                                   | Inscrit                                          | 1997                                             | Barrage de Saint-Ferréol                                                                   |
| Épanchoir du Laudot                                                                         | Revel                                                 | Les Thoumasès                                           | 43° 25′ 47″ nord, 1° 57′ 17″ est                 | « PA31000031 »                                   | Inscrit                                          | 1998                                             | Épanchoir du Laudot                                                                        |
| Halle de Revel                                                                              | Revel                                                 |                                                         | 43° 27′ 31″ nord, 2° 00′ 17″ est                 | « PA00094435 »                                   | Classé                                           | 2006                                             | Halle de Revel                                                                             |
| Pont du Riat                                                                                | Revel                                                 |                                                         | 43° 27′ 06″ nord, 2° 00′ 13″ est                 | « PA31000032 »                                   | Inscrit                                          | 1998                                             | Pont du Riat                                                                               |
| Halle de Rieumes                                                                            | Rieumes                                               | Place des Marchands                                     | 43° 24′ 45″ nord, 1° 07′ 13″ est                 | « PA31000066 »                                   | Inscrit                                          | 2004                                             | Halle de Rieumes                                                                           |
| Cathédrale de la Nativité-de-Marie de Rieux                                                 | Rieux-Volvestre                                       |                                                         | 43° 15′ 30″ nord, 1° 12′ 11″ est                 | « PA00094436 »                                   | Classé                                           | 1923                                             | Cathédrale de la Nativité-de-Marie de Rieux                                                |
| Maison                                                                                      | Rieux-Volvestre                                       | Place de Lastic Pont de Lajous                          | 43° 15′ 29″ nord, 1° 12′ 12″ est                 | « PA00094440 »                                   | Inscrit                                          | 1950                                             | Maison                                                                                     |
| Maison                                                                                      | Rieux-Volvestre                                       | Place de Lastic                                         | 43° 15′ 29″ nord, 1° 12′ 12″ est                 | « PA00094438 »                                   | Inscrit                                          | 1947                                             | Maison                                                                                     |
| Maison                                                                                      | Rieux-Volvestre                                       | 5 place de Lastic                                       | 43° 15′ 29″ nord, 1° 12′ 11″ est                 | « PA00094439 »                                   | Classé Inscrit                                   | 1927 1995                                        | Maison                                                                                     |
| Maison Laguens                                                                              | Rieux-Volvestre                                       | Rue de l'Evêché                                         | 43° 15′ 29″ nord, 1° 12′ 08″ est                 | « PA00094437 »                                   | Inscrit                                          | 1973                                             | Maison Laguens                                                                             |
| Pont de Lajous                                                                              | Rieux-Volvestre                                       |                                                         | 43° 15′ 30″ nord, 1° 12′ 13″ est                 | « PA00094441 »                                   | Inscrit                                          | 1950                                             | Pont de Lajous                                                                             |
| La Tourasse                                                                                 | Rieux-Volvestre                                       | Rue du Théâtre Rue des Salle                            | 43° 15′ 25″ nord, 1° 12′ 03″ est                 | « PA00094671 »                                   | Inscrit                                          | 1990                                             | La Tourasse                                                                                |
| Église Saint-Germain                                                                        | Sabonnères                                            |                                                         | 43° 28′ 00″ nord, 1° 03′ 48″ est                 | « PA00094442 »                                   | Inscrit                                          | 1976                                             | Église Saint-Germain                                                                       |
| Ferme de Mejou                                                                              | Sabonnères                                            | Mejoun                                                  | 43° 28′ 01″ nord, 1° 03′ 51″ est                 | « PA00094443 »                                   | Inscrit                                          | 1985                                             | Ferme de Mejou                                                                             |
| Église Saint-Barthélemy                                                                     | Saccourvielle                                         |                                                         | 42° 48′ 56″ nord, 0° 33′ 45″ est                 | « PA00094444 »                                   | Classé                                           | 1944                                             | Église Saint-Barthélemy                                                                    |
| Église Saint-Aventin-de-Larboust de Saint-Aventin                                           | Saint-Aventin                                         |                                                         | 42° 48′ 25″ nord, 0° 32′ 53″ est                 | « PA00094445 »                                   | Classé                                           | 1840                                             | Église Saint-Aventin-de-Larboust de Saint-Aventin                                          |
| Église Saint-Benoît-et-Saint-Privat                                                         | Saint-Béat                                            |                                                         | 42° 54′ 56″ nord, 0° 41′ 34″ est                 | « PA00094446 »                                   | Classé                                           | 1994                                             | Église Saint-Benoît-et-Saint-Privat                                                        |
| Camp militaire de Saint-Bertrand-de-Comminges                                               | Saint-Bertrand-de-Comminges Également sur Valcabrère. |                                                         | 43° 01′ 50″ nord, 0° 34′ 46″ est                 | « PA31000004 »                                   | Inscrit                                          | 1996 2012                                        | Image manquante Téléverser                                                                 |
| Cathédrale Notre-Dame de Saint-Bertrand-de-Comminges                                        | Saint-Bertrand-de-Comminges                           |                                                         | 43° 01′ 36″ nord, 0° 34′ 17″ est                 | « PA00094447 »                                   | Classé                                           | 1840 1889                                        | Cathédrale Notre-Dame de Saint-Bertrand-de-Comminges                                       |
| Enceinte de la ville haute de Saint-Bertrand-de-Comminges                                   | Saint-Bertrand-de-Comminges                           |                                                         | 43° 01′ 40″ nord, 0° 34′ 12″ est                 | « PA31000018 »                                   | Inscrit                                          | 1998                                             | Enceinte de la ville haute de Saint-Bertrand-de-Comminges                                  |
| Portes de Saint-Bertrand-de-Comminges                                                       | Saint-Bertrand-de-Comminges                           |                                                         | 43° 01′ 36″ nord, 0° 34′ 23″ est                 | « PA00094448 »                                   | Inscrit                                          | 1927                                             | Portes de Saint-Bertrand-de-Comminges                                                      |
| Remparts gallo-romains de Saint-Bertrand-de-Comminges                                       | Saint-Bertrand-de-Comminges                           |                                                         | 43° 01′ 40″ nord, 0° 34′ 17″ est                 | « PA00094449 »                                   | Inscrit                                          | 1956                                             | Remparts gallo-romains de Saint-Bertrand-de-Comminges                                      |
| Ruines antiques de Saint-Bertrand-de-Comminges                                              | Saint-Bertrand-de-Comminges                           |                                                         | 43° 01′ 47″ nord, 0° 34′ 24″ est                 | « PA00094450 »                                   | Classé                                           | 1946                                             | Ruines antiques de Saint-Bertrand-de-Comminges                                             |
| Tourelle de Saint-Bertrand-de-Comminges                                                     | Saint-Bertrand-de-Comminges                           |                                                         | 43° 01′ 37″ nord, 0° 34′ 20″ est                 | « PA00094451 »                                   | Inscrit                                          | 1927                                             | Tourelle de Saint-Bertrand-de-Comminges                                                    |
| Château de Saint-Clar-de-Rivière                                                            | Saint-Clar-de-Rivière                                 | 7 route de Muret                                        | 43° 28′ 03″ nord, 1° 12′ 58″ est                 | « PA00094683 »                                   | Inscrit                                          | 1991 1999                                        | Château de Saint-Clar-de-Rivière                                                           |
| Château de Saint-Élix-le-Château                                                            | Saint-Élix-le-Château                                 |                                                         | 43° 16′ 41″ nord, 1° 08′ 10″ est                 | « PA00094452 »                                   | Inscrit                                          | 1927 1994                                        | Château de Saint-Élix-le-Château                                                           |
| Pyramide de démarcation de la Guyenne et du Languedoc                                       | Saint-Élix-le-Château                                 |                                                         | 43° 16′ 29″ nord, 1° 08′ 22″ est                 | « PA00094453 »                                   | Inscrit                                          | 1973                                             | Pyramide de démarcation de la Guyenne et du Languedoc                                      |
| Château de Saint-Élix-Séglan                                                                | Saint-Élix-Séglan                                     |                                                         | 43° 11′ 42″ nord, 0° 51′ 09″ est                 | « PA31000040 »                                   | Inscrit                                          | 1999                                             | Image manquante Téléverser                                                                 |
| Château de Saint-Félix-Lauragais                                                            | Saint-Félix-Lauragais                                 |                                                         | 43° 26′ 55″ nord, 1° 53′ 23″ est                 | « PA00132669 »                                   | Inscrit                                          | 1994                                             | Château de Saint-Félix-Lauragais                                                           |
| Croix de Saint-Félix-Lauragais                                                              | Saint-Félix-Lauragais                                 | Place des Halles                                        | 43° 26′ 55″ nord, 1° 53′ 17″ est                 | « PA00094454 »                                   | Inscrit                                          | 1927                                             | Croix de Saint-Félix-Lauragais                                                             |
| Église Saint-Félix de Saint-Félix-Lauragais                                                 | Saint-Félix-Lauragais                                 | rue Déodat de Séverac                                   | 43° 26′ 57″ nord, 1° 53′ 11″ est                 | « PA00094455 »                                   | Classé                                           | 1920                                             | Église Saint-Félix de Saint-Félix-Lauragais                                                |
| Épanchoir du Laudot                                                                         | Saint-Félix-Lauragais                                 |                                                         | 43° 25′ 47″ nord, 1° 57′ 17″ est                 | « PA31000044 »                                   | Inscrit                                          | 1998                                             | Image manquante Téléverser                                                                 |
| Halle de Saint-Félix-Lauragais                                                              | Saint-Félix-Lauragais                                 |                                                         | 43° 26′ 56″ nord, 1° 53′ 16″ est                 | « PA00094456 »                                   | Inscrit                                          | 1926                                             | Halle de Saint-Félix-Lauragais                                                             |
| Maison près du presbytère                                                                   | Saint-Félix-Lauragais                                 | rue Déodat de Séverac                                   | 43° 26′ 57″ nord, 1° 53′ 09″ est                 | « PA00094457 »                                   | Inscrit                                          | 1950                                             | Maison près du presbytère                                                                  |
| Maison natale de Déodat de Séverac                                                          | Saint-Félix-Lauragais                                 | rue Déodat de Séverac                                   | 43° 26′ 55″ nord, 1° 53′ 16″ est                 | « PA00094672 »                                   | Inscrit                                          | 1990                                             | Maison natale de Déodat de Séverac                                                         |
| Pont Vieux de Cailhavel                                                                     | Saint-Félix-Lauragais                                 |                                                         | 43° 25′ 54″ nord, 1° 54′ 50″ est                 | « PA31000033 »                                   | Inscrit                                          | 1998                                             | Pont Vieux de Cailhavel                                                                    |
| Presbytère de Saint-Félix-Lauragais                                                         | Saint-Félix-Lauragais                                 | rue Déodat-de-Séverac                                   | 43° 26′ 57″ nord, 1° 53′ 10″ est                 | « PA00094458 »                                   | Inscrit                                          | 1927                                             | Presbytère de Saint-Félix-Lauragais                                                        |
| Remparts de Saint-Félix-Lauragais                                                           | Saint-Félix-Lauragais                                 | rue des Écoles Chemin de l'Ermitage                     | 43° 26′ 53″ nord, 1° 53′ 21″ est                 | « PA00094459 »                                   | Inscrit                                          | 1927                                             | Remparts de Saint-Félix-Lauragais                                                          |
| Abbaye de Bonnefont                                                                         | Saint-Gaudens                                         |                                                         | 43° 06′ 26″ nord, 0° 43′ 29″ est                 | « PA00094460 »                                   | Classé                                           | 1927                                             | Abbaye de Bonnefont                                                                        |
| Collégiale Saint-Pierre de Saint-Gaudens                                                    | Saint-Gaudens                                         |                                                         | 43° 06′ 27″ nord, 0° 43′ 28″ est                 | « PA00094461 »                                   | Classé                                           | 1840                                             | Collégiale Saint-Pierre de Saint-Gaudens                                                   |
| Halle de Saint-Gaudens                                                                      | Saint-Gaudens                                         | Place du Palais                                         | 43° 06′ 28″ nord, 0° 43′ 20″ est                 | « PA31000067 »                                   | Inscrit                                          | 2004                                             | Halle de Saint-Gaudens                                                                     |
| Monument des trois Maréchaux                                                                | Saint-Gaudens                                         | boulevard Jean Bepmale                                  | 43° 06′ 13″ nord, 0° 43′ 30″ est                 | « PA31000098 »                                   | Inscrit                                          | 2018                                             | Monument des trois Maréchaux                                                               |
| Monument aux morts de Saint-Gaudens                                                         | Saint-Gaudens                                         |                                                         | 43° 06′ 26″ nord, 0° 43′ 30″ est                 | « PA31000099 »                                   | Inscrit                                          | 2018                                             | Monument aux morts de Saint-Gaudens                                                        |
| Oratoire Notre-Dame-de-la-Caoue                                                             | Saint-Gaudens                                         | Boulevard Jean-Pierre Wimille Rue du Père-Marie-Antoine | 43° 06′ 17″ nord, 0° 42′ 37″ est                 | « PA00094666 »                                   | Inscrit                                          | 1929                                             | Oratoire Notre-Dame-de-la-Caoue                                                            |
| Château de Saint-Geniès                                                                     | Saint-Geniès-Bellevue                                 |                                                         | 43° 40′ 59″ nord, 1° 29′ 06″ est                 | « PA00094462 »                                   | Inscrit                                          | 1949 1988                                        | Château de Saint-Geniès                                                                    |
| Château de Saint-Jory                                                                       | Saint-Jory                                            | Novital                                                 | 43° 44′ 04″ nord, 1° 23′ 11″ est                 | « PA00094463 »                                   | Inscrit                                          | 1927                                             | Image manquante Téléverser                                                                 |
| Église Sainte-Agathe-et-Saint-Julien de Saint-Julia                                         | Saint-Julia                                           |                                                         | 43° 29′ 23″ nord, 1° 53′ 52″ est                 | « PA00094464 »                                   | Inscrit                                          | 1925 2009                                        | Église Sainte-Agathe-et-Saint-Julien de Saint-Julia                                        |
| Porte du Cers                                                                               | Saint-Julia                                           | Rue de la Porte du Cers                                 | 43° 29′ 24″ nord, 1° 53′ 50″ est                 | « PA00094465 »                                   | Inscrit                                          | 1926                                             | Porte du Cers                                                                              |
| Église Saint-Laurent                                                                        | Saint-Laurent                                         | Rue de l'Église                                         | 43° 19′ 30″ nord, 0° 48′ 02″ est                 | « PA31000052 »                                   | Inscrit                                          | 2001                                             | Église Saint-Laurent                                                                       |
| Halle de Saint-Lys                                                                          | Saint-Lys                                             | Place Nationale                                         | 43° 30′ 49″ nord, 1° 10′ 36″ est                 | « PA31000068 »                                   | Inscrit                                          | 2004                                             | Halle de Saint-Lys                                                                         |
| Église Saint-Pierre                                                                         | Saint-Marcel-Paulel                                   |                                                         | 43° 39′ 44″ nord, 1° 36′ 15″ est                 | « PA31000093 »                                   | Inscrit                                          | 2014                                             | Église Saint-Pierre                                                                        |
| Château de Saint-Martory                                                                    | Saint-Martory                                         |                                                         | 43° 08′ 26″ nord, 0° 55′ 38″ est                 | « PA00125570 »                                   | Inscrit                                          | 1993                                             | Image manquante Téléverser                                                                 |
| Croix de carrefour de Saint-Martory                                                         | Saint-Martory                                         | Place du Pont                                           | 43° 08′ 29″ nord, 0° 55′ 49″ est                 | « PA00094467 »                                   | Classé                                           | 1913                                             | Image manquante Téléverser                                                                 |
| Croix de Saint-Martory                                                                      | Saint-Martory                                         | Avenue du Picon                                         | 43° 08′ 34″ nord, 0° 55′ 57″ est                 | « PA00094468 »                                   | Inscrit                                          | 1927                                             | Image manquante Téléverser                                                                 |
| Grotte de Montconfort                                                                       | Saint-Martory                                         |                                                         | 43° 08′ 40″ nord, 0° 56′ 09″ est                 | « PA00125571 »                                   | Inscrit                                          | 1993                                             | Image manquante Téléverser                                                                 |
| Immeuble                                                                                    | Saint-Martory                                         | Rue du Centre                                           | 43° 08′ 32″ nord, 0° 55′ 46″ est                 | « PA31000069 »                                   | Inscrit                                          | 1988                                             | Image manquante Téléverser                                                                 |
| Immeuble                                                                                    | Saint-Martory                                         |                                                         | 43° 08′ 33″ nord, 0° 55′ 43″ est                 | « PA00094466 »                                   | Classé                                           | 1994                                             | Image manquante Téléverser                                                                 |
| Menhir Peyro-Hitto                                                                          | Saint-Martory                                         |                                                         | 43° 08′ 36″ nord, 0° 55′ 57″ est                 | « PA00094469 »                                   | Classé                                           | 1962                                             | Menhir Peyro-Hitto                                                                         |
| Pont de Saint-Martory                                                                       | Saint-Martory                                         |                                                         | 43° 08′ 31″ nord, 0° 55′ 49″ est                 | « PA00094470 »                                   | Inscrit                                          | 1950                                             | Pont de Saint-Martory                                                                      |
| Château de Saint-Michel                                                                     | Saint-Michel                                          |                                                         | 43° 10′ 06″ nord, 1° 05′ 10″ est                 | « PA31000057 »                                   | Inscrit                                          | 2002                                             | Image manquante Téléverser                                                                 |
| Croix de Saint-Orens-de-Gameville                                                           | Saint-Orens-de-Gameville                              |                                                         | 43° 33′ 12″ nord, 1° 32′ 37″ est                 | « PA00094471 »                                   | Inscrit                                          | 1965                                             | Croix de Saint-Orens-de-Gameville                                                          |
| Château de Saint-Paul-d'Oueil                                                               | Saint-Paul-d'Oueil                                    |                                                         | 42° 49′ 38″ nord, 0° 33′ 04″ est                 | « PA00094472 »                                   | Inscrit                                          | 1947                                             | Château de Saint-Paul-d'Oueil                                                              |
| Église Saint-Pierre                                                                         | Saint-Pé-d'Ardet                                      |                                                         | 42° 59′ 01″ nord, 0° 40′ 10″ est                 | « PA00094473 »                                   | Inscrit                                          | 1956                                             | Église Saint-Pierre                                                                        |
| Chapelle Saint-Jean-des-Vignes                                                              | Saint-Plancard                                        |                                                         | 43° 10′ 19″ nord, 0° 34′ 27″ est                 | « PA00094474 »                                   | Classé                                           | 1946                                             | Chapelle Saint-Jean-des-Vignes                                                             |
| Château de Saint-Rome                                                                       | Saint-Rome                                            |                                                         | 43° 24′ 52″ nord, 1° 40′ 40″ est                 | « PA00094673 »                                   | Inscrit                                          | 1990                                             | Image manquante Téléverser                                                                 |
| Église Sainte-Rustice                                                                       | Saint-Rustice                                         |                                                         | 43° 48′ 19″ nord, 1° 19′ 42″ est                 | « PA00094475 »                                   | Inscrit                                          | 1952                                             | Église Sainte-Rustice                                                                      |
| Église Saint-Sauveur de Saint-Sauveur                                                       | Saint-Sauveur                                         |                                                         | 43° 45′ 00″ nord, 1° 24′ 04″ est                 | « PA00094476 »                                   | Classé                                           | 1992                                             | Église Saint-Sauveur de Saint-Sauveur                                                      |
| Croix de Saint-Sulpice-sur-Lèze                                                             | Saint-Sulpice-sur-Lèze                                | Place de l'Hôtel de Ville                               | 43° 19′ 42″ nord, 1° 19′ 22″ est                 | « PA00094477 »                                   | Inscrit                                          | 1950                                             | Croix de Saint-Sulpice-sur-Lèze                                                            |
| Église Saint-Sulpice                                                                        | Saint-Sulpice-sur-Lèze                                |                                                         | 43° 19′ 41″ nord, 1° 19′ 13″ est                 | « PA00094478 »                                   | Classé                                           | 1974                                             | Église Saint-Sulpice                                                                       |
| Hôtel de ville de Saint-Sulpice-sur-Lèze                                                    | Saint-Sulpice-sur-Lèze                                |                                                         | 43° 19′ 41″ nord, 1° 19′ 23″ est                 | « PA00094479 »                                   | Inscrit                                          | 1950                                             | Hôtel de ville de Saint-Sulpice-sur-Lèze                                                   |
| Maison                                                                                      | Saint-Sulpice-sur-Lèze                                | 2 rue Pasteur Rue de la République                      | 43° 19′ 40″ nord, 1° 19′ 20″ est                 | « PA00094480 »                                   | Inscrit                                          | 1950                                             | Image manquante Téléverser                                                                 |
| Église Saint-Martin de Sajas                                                                | Sajas                                                 |                                                         | 43° 22′ 36″ nord, 1° 01′ 10″ est                 | « PA00094481 »                                   | Inscrit                                          | 1953                                             | Église Saint-Martin de Sajas                                                               |
| Église Saint-Pé de Saleich                                                                  | Saleich                                               |                                                         | 43° 01′ 50″ nord, 0° 58′ 01″ est                 | « PA00094482 »                                   | Inscrit                                          | 1926                                             | Image manquante Téléverser                                                                 |
| Église Notre-Dame-de-la-Pitié de Salies-du-Salat                                            | Salies-du-Salat                                       |                                                         | 43° 05′ 57″ nord, 0° 57′ 25″ est                 | « PA00094483 »                                   | Inscrit                                          | 1925                                             | Église Notre-Dame-de-la-Pitié de Salies-du-Salat                                           |
| Château de La Salvetat-Saint-Gilles                                                         | La Salvetat-Saint-Gilles                              |                                                         | 43° 34′ 40″ nord, 1° 16′ 17″ est                 | « PA31000078 »                                   | Classé                                           | 2007                                             | Château de La Salvetat-Saint-Gilles                                                        |
| Église Saint-Martin de Samouillan                                                           | Samouillan                                            |                                                         | 43° 15′ 45″ nord, 0° 56′ 57″ est                 | « PA00094484 »                                   | Inscrit                                          | 1952                                             | Église Saint-Martin de Samouillan                                                          |
| Château de Sarremezan                                                                       | Sarremezan                                            |                                                         | 43° 12′ 30″ nord, 0° 39′ 54″ est                 | « PA00094485 »                                   | Inscrit                                          | 1955                                             | Image manquante Téléverser                                                                 |
| Église Notre-Dame de Saubens                                                                | Saubens                                               |                                                         | 43° 28′ 44″ nord, 1° 20′ 52″ est                 | « PA00094486 »                                   | Inscrit                                          | 1926 1991                                        | Église Notre-Dame de Saubens                                                               |
| Château de Savères                                                                          | Savères                                               |                                                         | 43° 22′ 13″ nord, 1° 06′ 15″ est                 | « PA00094487 »                                   | Inscrit                                          | 1927                                             | Image manquante Téléverser                                                                 |
| Église Saint-Barthélemy                                                                     | Savères                                               |                                                         | 43° 22′ 13″ nord, 1° 06′ 18″ est                 | « PA00094488 »                                   | Inscrit                                          | 1979                                             | Église Saint-Barthélemy                                                                    |
| Château de Rochemontès                                                                      | Seilh                                                 |                                                         | 43° 42′ 26″ nord, 1° 20′ 58″ est                 | « PA00094489 »                                   | Inscrit                                          | 1946 2008                                        | Image manquante Téléverser                                                                 |
| Abbaye de Bonnefont                                                                         | Sepx                                                  |                                                         | 43° 08′ 29″ nord, 0° 52′ 26″ est                 | « PA00094490 »                                   | Inscrit                                          | 1984                                             | Abbaye de Bonnefont                                                                        |
| Église Notre-Dame de l'Assomption                                                           | Sepx                                                  |                                                         | 43° 09′ 20″ nord, 0° 50′ 27″ est                 | « PA00094491 »                                   | Inscrit                                          | 1966                                             | Église Notre-Dame de l'Assomption                                                          |
| Église Saint-Blaise de Seysses                                                              | Seysses                                               |                                                         | 43° 29′ 54″ nord, 1° 18′ 43″ est                 | « PA00094492 »                                   | Inscrit                                          | 1926                                             | Église Saint-Blaise de Seysses                                                             |
| Église Saint-Ferréol                                                                        | Touille                                               |                                                         | 43° 04′ 45″ nord, 0° 58′ 15″ est                 | « PA00094493 »                                   | Inscrit                                          | 1926                                             | Image manquante Téléverser                                                                 |
|                                                                                             | Toulouse                                              | Voir Liste des monuments historiques de Toulouse        | Voir Liste des monuments historiques de Toulouse | Voir Liste des monuments historiques de Toulouse | Voir Liste des monuments historiques de Toulouse | Voir Liste des monuments historiques de Toulouse | Voir Liste des monuments historiques de Toulouse                                           |
| Château de Gramart                                                                          | Tournefeuille                                         |                                                         | 43° 34′ 58″ nord, 1° 20′ 48″ est                 | « PA00094646 »                                   | Inscrit                                          | 1950                                             | Château de Gramart                                                                         |
| Église Saint-Julien de Trébons-de-Luchon                                                    | Trébons-de-Luchon                                     |                                                         | 42° 48′ 16″ nord, 0° 33′ 49″ est                 | « PA00094647 »                                   | Inscrit                                          | 1979                                             | Église Saint-Julien de Trébons-de-Luchon                                                   |
| Basilique Saint-Just de Valcabrère                                                          | Valcabrère                                            |                                                         | 43° 01′ 42″ nord, 0° 35′ 05″ est                 | « PA00094649 »                                   | Classé                                           | 1840                                             | Basilique Saint-Just de Valcabrère                                                         |
| Camp militaire de Saint-Bertrand-de-Comminges                                               | Valcabrère Également sur Saint-Bertrand-de-Comminges. |                                                         | 43° 01′ 50″ nord, 0° 34′ 46″ est                 | « PA31000004 »                                   | Inscrit                                          | 1996 2012                                        | Image manquante Téléverser                                                                 |
| Cimetière de Valcabrère                                                                     | Valcabrère                                            |                                                         | 43° 01′ 43″ nord, 0° 35′ 05″ est                 | « PA00094648 »                                   | Inscrit                                          | 1926                                             | Cimetière de Valcabrère                                                                    |
| Tour Castet Bert                                                                            | Valcabrère                                            |                                                         | 43° 02′ 03″ nord, 0° 34′ 43″ est                 | « PA31000014 »                                   | Inscrit                                          | 1997                                             | Image manquante Téléverser                                                                 |
| Vestiges archéologiques de Valentine                                                        | Valentine                                             | Arnesp                                                  | 43° 05′ 42″ nord, 0° 41′ 18″ est                 | « PA00094650 »                                   | Classé                                           | 1970                                             | Image manquante Téléverser                                                                 |
| Villa gallo-romaine de Valentine                                                            | Valentine                                             | Arnesp                                                  | 43° 05′ 48″ nord, 0° 41′ 21″ est                 | « PA00094651 »                                   | Classé                                           | 1979                                             | Villa gallo-romaine de Valentine                                                           |
| Château de Vallègue                                                                         | Vallègue                                              |                                                         | 43° 25′ 27″ nord, 1° 45′ 16″ est                 | « PA31000059 »                                   | Inscrit                                          | 2003                                             | Château de Vallègue                                                                        |
| Barrage de Saint-Ferréol                                                                    | Vaudreuille                                           |                                                         | 43° 26′ 08″ nord, 2° 01′ 18″ est                 | « PA31000015 »                                   | Inscrit                                          | 1997                                             | Image manquante Téléverser                                                                 |
| Centre national de vol à voile de la Montagne Noire                                         | Vaudreuille                                           |                                                         | 43° 24′ 42″ nord, 1° 59′ 44″ est                 | « PA31000084 »                                   | Inscrit                                          | 2009                                             | Centre national de vol à voile de la Montagne Noire                                        |
| Chapelle Saint-Martin de Vaudreuille                                                        | Vaudreuille                                           |                                                         | 43° 25′ 23″ nord, 1° 58′ 53″ est                 | « PA31000006 »                                   | Inscrit                                          | 1996                                             | Image manquante Téléverser                                                                 |
| Manoir de Vaux                                                                              | Vaux                                                  |                                                         | 43° 27′ 22″ nord, 1° 50′ 12″ est                 | « PA00094652 »                                   | Inscrit                                          | 1944                                             | Manoir de Vaux                                                                             |
| Église Saint-Pierre-et-Saint-Phébade de Venerque                                            | Venerque                                              |                                                         | 43° 25′ 58″ nord, 1° 26′ 34″ est                 | « PA00094653 »                                   | Classé                                           | 1840                                             | Église Saint-Pierre-et-Saint-Phébade de Venerque                                           |
| Citadelle de Verfeil                                                                        | Verfeil                                               |                                                         | 43° 39′ 26″ nord, 1° 39′ 40″ est                 | « PA00094654 »                                   | Inscrit                                          | 1952                                             | Citadelle de Verfeil                                                                       |
| Église Saint-Blaise de Verfeil                                                              | Verfeil                                               |                                                         | 43° 39′ 25″ nord, 1° 39′ 37″ est                 | « PA00094655 »                                   | Inscrit                                          | 1979                                             | Église Saint-Blaise de Verfeil                                                             |
| Église Saint-Sernin de Verfeil                                                              | Verfeil                                               |                                                         | 43° 39′ 21″ nord, 1° 41′ 01″ est                 | « PA00094656 »                                   | Inscrit                                          | 1986                                             | Église Saint-Sernin de Verfeil                                                             |
| Moulin de Nagasse                                                                           | Verfeil                                               |                                                         | 43° 37′ 52″ nord, 1° 41′ 16″ est                 | « PA00094657 »                                   | Inscrit                                          | 1971                                             | Moulin de Nagasse                                                                          |
| Porte Vauraise                                                                              | Verfeil                                               | Rue de la Délivrance                                    | 43° 39′ 25″ nord, 1° 39′ 42″ est                 | « PA00094658 »                                   | Inscrit                                          | 1961                                             | Porte Vauraise                                                                             |
| Moulin du Vernet                                                                            | Le Vernet                                             | Hameau du Moulin                                        | 43° 26′ 40″ nord, 1° 25′ 34″ est                 | « PA00094659 »                                   | Inscrit                                          | 1988 1989                                        | Image manquante Téléverser                                                                 |
| Château de Vieillevigne                                                                     | Vieillevigne                                          |                                                         | 43° 24′ 16″ nord, 1° 39′ 27″ est                 | « PA31000053 »                                   | Inscrit                                          | 2001                                             | Château de Vieillevigne                                                                    |
| Château de Jean                                                                             | Villariès                                             |                                                         | 43° 44′ 35″ nord, 1° 30′ 06″ est                 | « PA31000017 »                                   | Inscrit                                          | 1998                                             | Image manquante Téléverser                                                                 |
| Château de Villaudric                                                                       | Villaudric                                            | 6 rue de la Negrette                                    | 43° 49′ 52″ nord, 1° 26′ 02″ est                 | « PA00135456 »                                   | Inscrit                                          | 1995                                             | Image manquante Téléverser                                                                 |
| Maison                                                                                      | Villaudric                                            | 2 rue de l'Aucenelle                                    | 43° 49′ 46″ nord, 1° 25′ 52″ est                 | « PA00125584 »                                   | Inscrit                                          | 1993                                             | Image manquante Téléverser                                                                 |
| Château de Barelles                                                                         | Villefranche-de-Lauragais                             |                                                         | 43° 24′ 18″ nord, 1° 42′ 52″ est                 | « PA00094682 »                                   | Inscrit                                          | 1990                                             | Image manquante Téléverser                                                                 |
| Église Notre-Dame-de-l'Assomption                                                           | Villefranche-de-Lauragais                             |                                                         | 43° 23′ 54″ nord, 1° 43′ 03″ est                 | « PA00094660 »                                   | Inscrit                                          | 1927                                             | Église Notre-Dame-de-l'Assomption                                                          |
| Hospice de Villemur-sur-Tarn                                                                | Villemur-sur-Tarn                                     | Rue de l'Hospice                                        | 43° 51′ 55″ nord, 1° 30′ 22″ est                 | « PA00094661 »                                   | Inscrit                                          | 1974                                             | Image manquante Téléverser                                                                 |
| Tour de défense de Villemur-sur-Tarn                                                        | Villemur-sur-Tarn                                     | Rue de la République                                    | 43° 51′ 49″ nord, 1° 30′ 18″ est                 | « PA00094662 »                                   | Classé                                           | 1977                                             | Tour de défense de Villemur-sur-Tarn                                                       |
| Château de Villefranche                                                                     | Villeneuve-lès-Bouloc                                 | Villefranche                                            | 43° 46′ 24″ nord, 1° 23′ 15″ est                 | « PA31000070 »                                   | Inscrit                                          | 2005                                             | Château de Villefranche                                                                    |
| Église Saint-Sernin de Villenouvelle                                                        | Villenouvelle                                         |                                                         | 43° 26′ 07″ nord, 1° 39′ 45″ est                 | « PA00094663 »                                   | Inscrit                                          | 1926                                             | Église Saint-Sernin de Villenouvelle                                                       |
| Halle de Villenouvelle                                                                      | Villenouvelle                                         |                                                         | 43° 26′ 05″ nord, 1° 39′ 45″ est                 | « PA00094664 »                                   | Inscrit                                          | 1973                                             | Image manquante Téléverser                                                                 |